# Кошів (заказник)
Ко́шів — ландшафтний заказник місцевого значення в Україні. Розташований у межах Миколаївського району Львівської області, на північний схід від села Колодруби. 
Площа заказника 110 га. Створений згідно з рішенням Львівської облради від 9 жовтня 1984 року. Перебуває у віданні ДП «Самбірський лісгосп» (Комарнівське л-во, кв. 39, вид. 1-44). 

## Флора та фауна
Мета створення заказника: збереження типового природного ландшафту з типовою заплавною рослинністю, а також великої колонії сірих чапель. 
На території заказника переважають дубові насадження з домішкою ясеня. Тип умов місцевиростання — вологі і сирі грабові діброви. Тут на лівобережжі Дністра збереглися еталони заплавної рослинності, аналогів якої немає в заповідному фонді області. Це багаті діброви з участю ясеня, граба, липи, клена гостролистого, вільхи чорної, осики, берези, які чергуються з фрагментами ясеневих ценозів, чорновільшанників, багатими різнотравними лугами, сосновими болотами. 
З представників фауни найпоширенішими тут є сарна, свиня дика, заєць-русак, вивірка. Особливу цінність має розміщення на невеликій площі колонії сірих чапель, яка нараховує понад 100 гнізд. 
Серед червонокнижних видів тварин і рослин є: баранець звичайний, курочка болотна, лілія лісова, зозулині сльози, зіновать Пачоського, пальчатокорінник Фукса, осока затінкова.